# Rajd Chile
Rajd Chile (Rally Chile) – organizowany od 2018 roku rajd samochodowy z bazą w chilijskim mieście Concepcion. Odbywa się on na szutrowych trasach w miesiącu maj. W roku 2018 odbył się rajd kandydacki do eliminacji WRC, a od roku 2019 stanowi jedną z eliminacji mistrzostw świata.

## Zwycięzcy[1]
| Rok  | Nazwa rajdu     | Kierowca        | Pilot           | Samochód               | Kategoria |
| ---- | --------------- | --------------- | --------------- | ---------------------- | --------- |
| 2019 | Rajd Chile 2019 | Ott Tänak       | Martin Järveoja | Toyota Yaris WRC       | WRC       |
| 2023 | Rajd Chile 2023 | Ott Tänak       | Martin Järveoja | Ford Puma Rally1       | WRC       |
| 2024 | Rajd Chile 2024 | Kalle Rovanperä | Jonne Halttunen | Toyota GR Yaris Rally1 | WRC       |

- WRC– Rajdowe Mistrzostwa Świata